# Bolitaena microcotyla
Болитен (лат. Bolitaena microcotyla) — небольшие глубоководные осьминоги. Размер взрослой особи в среднем от 25 мм до 40 мм. У них сравнительно короткие щупальца с одним рядом присосок. Так же особенностью этой группы является биолюминесценция. Питаются глубоководным планктоном.

## Распространение
Эти осьминоги обитают на глубине 800—1400 метров в теплых тропических и субтропических морях.

## Размножение
При достижении половой зрелости у самок вокруг рта появляется биолюминисцентное пятно желто-зелёного цвета, которое скорее всего служит для привлечения самца. После спаривания самка носит яйца в специальной выводковой сумке, образованной вытянутыми вперед щупальцами. В течение всего периода вынашивания яиц самка голодает.